# Écoscience
Écoscience est une revue scientifique canadienne à comité de lecture publiée à l'origine par l'Université Laval (1994-2014), et par Taylor & Francis depuis 2015. Elle a été fondée en 1994 par Serge Payette. On y publie des articles portant sur tous les aspects de l'écologie. Son facteur d'impact 2021 est de 1,344.